# 果洛藏族自治州
果洛藏族自治州（藏語：མགོ་ལོག་བོད་རིགས་རང་སྐྱོང་ཁུལ།，威利转写：mgo-log bod-rigs rang-skyong-khul，藏语拼音：Golog Poirig Ranggyong Kü），简称果洛州，是中华人民共和国青海省下辖的自治州，位于青海省东南部。州境东北达黄南州，北抵海南州、海西州，西界玉树州，南邻四川省甘孜州、阿坝州，东接甘肃省甘南州。地处青藏高原东部，南部巴颜喀拉山，北部阿尼玛卿山横贯，东部年保玉则（果洛山）为大渡河源头。黄河（境内段又称玛曲）横贯全境，州境西北部有大型湖泊鄂陵湖、扎陵湖、冬给措纳湖。全州总面积74,246平方公里，常住总人口21.56万人，自治州首府驻玛沁县。果洛州有辽阔的草原，经济以畜牧业为主。

## 历史
果洛古称俄洛、郭罗克。古为党项羌地。直至1949年中华人民共和国建政，历代中原王朝和西藏王朝均未实现有效统治。当地长期实施政教合一的部落制度和奴隶制度，所有权力掌握在头人和牧主手中。明末清初出现了“三果洛”（音译为“郭罗克松”，指上果洛昂欠本、下果洛班玛本、中果洛阿什姜本三个部落)。清朝中叶逐渐解体，出现了数十个大小部落，之间纷争械斗不断。民国时期西北军阀马麒与马步芳试图将果洛纳入自己的实际统治范围，曾先后发动七次战争但最终未遂。

### 行政区划沿革
唐置轨州（今果洛南部地区），元属吐蕃宣慰使司和宣政院轄地，明置麻儿匝安抚司，清为果洛土官地（也译作“郭罗克”），属甘肃省西宁府。后隶成龙义道松潘漳腊营。民国十八年（1929年），归青海省直辖，置果洛行政督察区、青海省第三行政督察区。

#### 中华人民共和国
- 1950年，设果洛区，为青海省直属区。
- 1952年6月，西北军政委员会组建果洛工作团。8月4日，工作团进驻果洛吉迈。
- 1954年1月1日，果洛区改设果洛藏族自治区，自治區政府驻查郎寺。12月，设甘德县；果洛藏族自治区辖1县。
- 1955年7月2日，果洛藏族自治区改设果洛藏族自治州，州委员会驻达日县吉迈，辖甘德、久治、班玛、达日4县（久治、班玛、达日3县均为1955年新设县）。
- 1957年，由甘德县部分地区设玛多县，驻黄河沿；由达日、甘德2县部分地区合并设玛沁县，驻中心站（依盖齐）；果洛藏族自治州辖6县。
- 1958年，州委员会移驻甘德县麦仓。
- 1959年，州委员会迁驻玛沁县；将玛多县划归海南藏族自治州；原属海南藏族自治州的同德县划入果洛藏族自治州；达日县迁驻吉迈；玛沁县由依盖齐迁驻大武。
- 1962年，将同德县划归海南藏族自治州，玛多县由海南藏族自治州划回果洛藏族自治州。

## 地理
果洛藏族自治州东临甘肃省甘南藏族自治州和青海省黄南藏族自治州；南接四川省阿坝藏族羌族自治州和甘孜藏族自治州；西与青海省玉树藏族自治州毗连；北和青海省海西蒙古族藏族自治州、海南藏族自治州接壤。全州总面积7.64万平方千米，占青海省总面积的10.54%。平均海拔4200米以上，海拔4000—5000米的地区约占全区面积的80%左右，西北部海拔多在4000—5000米之间，地形起伏不大，高差多在500—1000米之间，坡度较缓；东南部海拔在3500—4000之间，但地形起伏大，高差一般在1000—2100米之间，坡度45°—50°，最大80°以上。整个地形自西北向东南倾斜，西北高，多丘陵，地形平缓；东南低，多高山，坡陡谷深。巴颜喀拉山自西而东绵亘全州，构成长江、黄河两大水系的分水岭。阿尼玛卿山主峰玛卿岗日海拔6282米，是青南地区最高的山峰，有现代冰川发育。全州有大小河流36条，分别入注黄河和长江两大水系。黄河是州内最大的河流，流经玛多、达日、甘德、久治、玛沁五县，在本州境内流程长达760千米。班玛县的玛柯河、多柯河是大渡河的上游，与达日县的尼曲河同属长江水系。
果洛藏族自治州具有显著的高寒缺氧、气温低、光辐射强、昼夜温差大等典型的高原大陆性气候特点。果洛地势高峻，易受北方和西北方的寒流影响，日照时间长，降雨（雪）量较多，蒸发量大，多阵性大风。年均气温零下4℃。年降水量为400—760毫米，因受地形地势影响，相对形成3个降水地区。东南较湿润的班玛、久治等地年平均降水量为655.8—759.8毫米，年降水日数达175天左右。西北部的中心站、玛多地区年平均降水量为306毫米，年降水日数在120天左右。中部大武、吉迈、甘德地区年平均降水量474—540.9毫米，年降水日数118—162天。

## 政治

### 现任领导
| 机构     | · 中国共产党 · 果洛藏族自治州委员会 | 果洛藏族自治州人民代表大会 常务委员会 | 果洛藏族自治州人民政府 | · 中国人民政治协商会议 · 果洛藏族自治州委员会 |
| 职务     | 书记                                | 主任                                  | 州长                   | 主席                                          |
| -------- | ----------------------------------- | ------------------------------------- | ---------------------- | --------------------------------------------- |
| 姓名     | 宁海鹰                              | 洛珠南杰                              | 空缺                   | 葛培军                                        |
| 民族     | 汉族                                | 藏族                                  |                        | 汉族                                          |
| 籍贯     | 青海省西宁市湟中区                  | 甘肃省天祝藏族自治县                  |                        | 江苏省镇江市                                  |
| 出生日期 | 1972年7月（52—53歲）                | 1976年4月（49歲）                     |                        | 1972年9月（52歲）                             |
| 就任日期 | 2024年7月                           | 2024年1月                             |                        | 2024年1月                                     |

### 行政区划
果洛州下辖6个县：玛沁县、班玛县、甘德县、达日县、久治县、玛多县。

## 人口
根据2020年第七次全国人口普查，全州常住人口为215,573人。同第六次全国人口普查的181,682人相比，十年共增加了33,891人，增长18.65%，年平均增长率为1.73%。其中，男性人口为112,477人，占总人口的52.18%；女性人口为103,096人，占总人口的47.82%。总人口性别比（以女性为100）为109.1。0－14岁的人口为63,993人，占总人口的29.69%；15－59岁的人口为137,708人，占总人口的63.88%；60岁及以上的人口为13,872人，占总人口的6.43%，其中65岁及以上的人口为10,573人，占总人口的4.9%。居住在城镇的人口为75,632人，占总人口的35.08%；居住在乡村的人口为139,941人，占总人口的64.92%。

### 民族
常住人口中，汉族人口为15,244人，占7.07%；各少数民族人口为200,329人，占92.93%。其中：藏族196,135人，占90.98%；回族2,672人，占1.24%；土族360人，占0.17%；撒拉族405人，占0.19%；蒙古族145人，占0.07%；其它少数民族612人，占0.28%。与2010年第六次全国人口普查相比，汉族人口增加3,310人，增长27.74%，占总人口比例增加0.5个百分点；各少数民族人口增加30,581人，增长18.02%，占总人口比例下降0.5个百分点。其中，藏族人口增加29,240人，增长17.52%，占总人口比例下降0.88个百分点；回族人口增加933人，增长53.65%，占总人口比例增加0.28个百分点。
| 民族名称                | 藏族    | 汉族   | 回族  | 撒拉族 | 土族 | 土家族 | 东乡族 | 蒙古族 | 白族 | 保安族 | 其他民族 |
| ----------------------- | ------- | ------ | ----- | ------ | ---- | ------ | ------ | ------ | ---- | ------ | -------- |
| 人口数                  | 196,135 | 15,244 | 2,672 | 405    | 360  | 185    | 166    | 145    | 56   | 52     | 153      |
| 占总人口比例（%）       | 90.98   | 7.07   | 1.24  | 0.19   | 0.17 | 0.09   | 0.08   | 0.07   | 0.03 | 0.02   | 0.07     |
| 占少数民族人口比例（%） | 97.91   | －     | 1.33  | 0.20   | 0.18 | 0.09   | 0.08   | 0.07   | 0.03 | 0.03   | 0.08     |

## 全国重点文物保护单位
- 拉加寺